# Canton d'Artix et Pays de Soubestre
Le canton d'Artix et Pays de Soubestre est une circonscription électorale française du département des Pyrénées-Atlantiques.

## Histoire

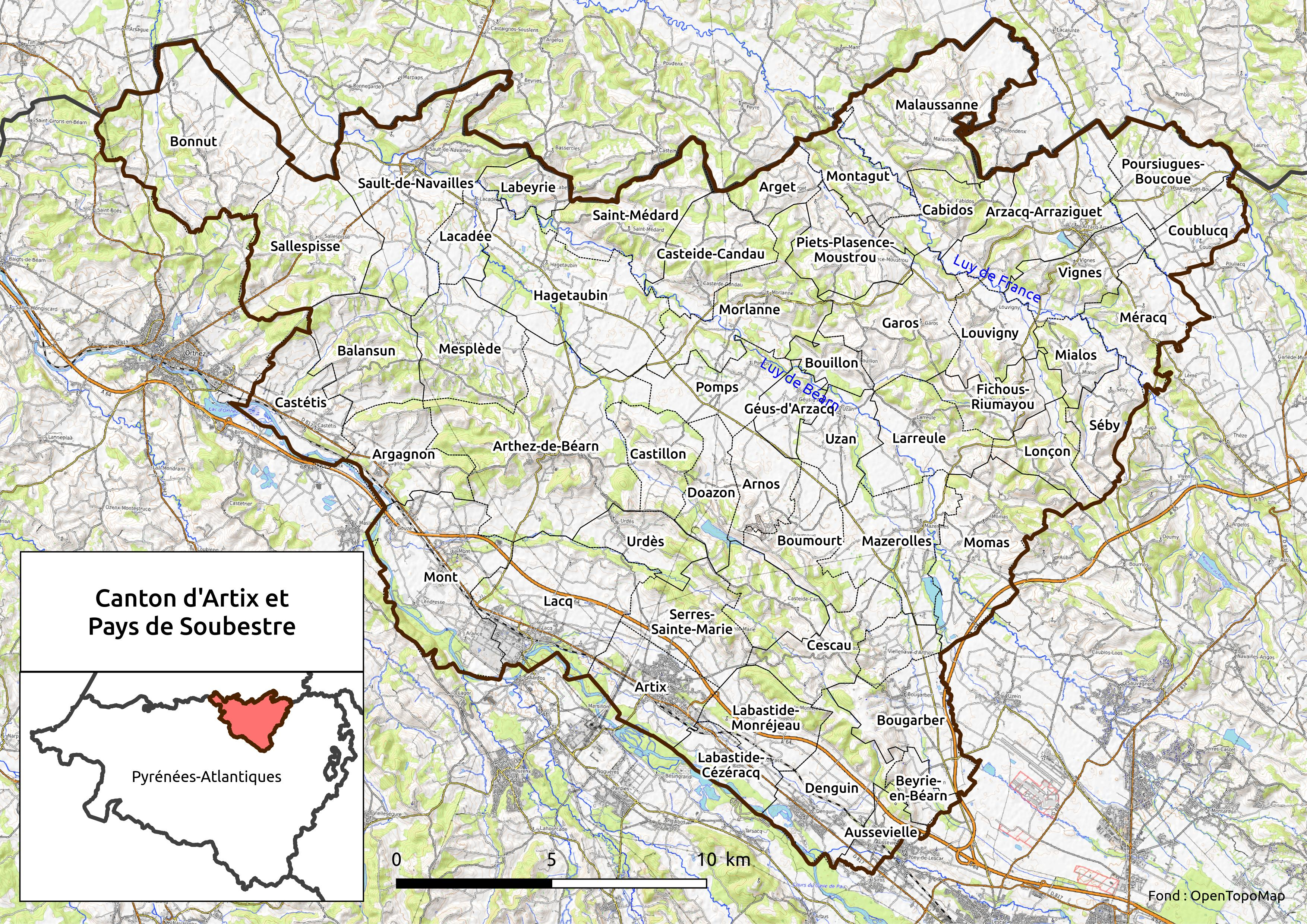
Carte topographique du canton d'Artix et Pays de Soubestre

Un nouveau découpage territorial des Pyrénées-Atlantiques entre en vigueur à l'occasion des élections départementales de 2015. Il est défini par le décret du 25 février 2014, en application des lois du 17 mai 2013 (loi organique 2013-402 et loi 2013-403). Les conseillers départementaux sont, à compter de ces élections, élus au scrutin majoritaire binominal mixte. Les électeurs de chaque canton élisent au Conseil départemental, nouvelle appellation du Conseil général, deux membres de sexe différent, qui se présentent en binôme de candidats. Les conseillers départementaux sont élus pour 6 ans au scrutin binominal majoritaire à deux tours, l'accès au second tour nécessitant 12,5 % des inscrits au 1er tour. En outre la totalité des conseillers départementaux est renouvelée. Ce nouveau mode de scrutin nécessite un redécoupage des cantons dont le nombre est divisé par deux avec arrondi à l'unité impaire supérieure si ce nombre n'est pas entier impair, assorti de conditions de seuils minimaux. Dans les Pyrénées-Atlantiques, le nombre de cantons passe ainsi de 52 à 27.
Le canton d'Artix et Pays de Soubestre est formé de communes des anciens cantons d'Arthez-de-Béarn (21 communes), d'Arzacq-Arraziguet (23 communes), de Lescar (5 communes), d'Orthez (5 communes) et de Lagor (2 commune). Il est entièrement inclus dans l'arrondissement de Pau. Le bureau centralisateur est situé à Artix.

## Représentation
| Période élective | Période élective | Mandat | Mandat   | Identité               | Nuance | Nuance | Qualité |
| ---------------- | ---------------- | ------ | -------- | ---------------------- | ------ | ------ | --- |
| 2015             | 2021             | 2015   | 2021     | Fabienne Costedoat-Diu |        | MoDem  | Médecin de campagne à Arthez-de-Béarn                                                                            |
| 2015             | 2021             | 2015   | 2021     | Bernard Dupont         |        | UDI    | Ancien éleveur de porcs Ancien conseiller général du canton d'Arzacq-Arraziguet (2004-2015) Maire de Malaussanne |
| 2021             | 2028             | 2021   | en cours | Fabienne Costedoat-Diu |        | LR     | Conseillère sortante                                                                                             |
| 2021             | 2028             | 2021   | en cours | Bernard Dupont         |        | UDI    | Conseiller sortant                                                                                               |

### Résultats détaillés

#### Élections de mars 2015
À l'issue du 1er tour des élections départementales de 2015, deux binômes sont en ballottage : Fabienne Costedoat-Diu et Bernard Dupont (Union du Centre, 47,09 %) et Valérie Auge et Jean-Philippe Garcia (DVG, 24,86 %). Le taux de participation est de 58,55 % (12 089 votants sur 20 647 inscrits) contre 52,8 % au niveau départemental et 50,17 % au niveau national.
Au second tour, Fabienne Costedoat-Diu et Bernard Dupont (Union du Centre) sont élus avec 56,98 % des suffrages exprimés et un taux de participation de 59,09 % (6 353 voix pour 12 207 votants et 20 659 inscrits).

#### Élections de juin 2021
Le premier tour des élections départementales de 2021 est marqué par un très faible taux de participation (33,26 % au niveau national). Dans le canton d'Artix et Pays de Soubestre, ce taux de participation est de 44 % (9 455 votants sur 21 491 inscrits) contre 38,82 % au niveau départemental. À l'issue de ce premier tour, deux binômes sont en ballottage : Fabienne Costedoat-Diu et Bernard Dupont (Union au centre et à droite, 42,99 %) et Amandine Painset et Jean-Bernard Prat (DVG, 29,17 %).
Le second tour des élections est marqué une nouvelle fois par une abstention massive équivalente au premier tour. Les taux de participation sont de 34,36 % au niveau national, 40,13 % dans le département et 43,89 % dans le canton d'Artix et Pays de Soubestre. Fabienne Costedoat-Diu et Bernard Dupont (Union au centre et à droite) sont élus avec 55,69 % des suffrages exprimés (4 871 voix pour 9 435 votants et 21 495 inscrits),,.

## Composition
Le canton d'Artix et Pays de Soubestre comprend cinquante-quatre communes entières.
| Nom                                 | Code Insee | Intercommunalité      | Superficie (km2) | Population (dernière pop. légale) | Densité (hab./km2) | Modifier                                    |
| ----------------------------------- | ---------- | --------------------- | ---------------- | --------------------------------- | ------------------ | ------------------------------------------- |
| Artix (bureau centralisateur)       | 64061      | CC de Lacq-Orthez     | 9,11             | 3 446 (2022)                      | 378                | modifier les données · modifier les données |
| Argagnon                            | 64042      | CC de Lacq-Orthez     | 9,33             | 699 (2022)                        | 75                 | modifier les données · modifier les données |
| Arget                               | 64044      | CC des Luys en Béarn  | 4,00             | 80 (2022)                         | 20                 | modifier les données · modifier les données |
| Arnos                               | 64048      | CC de Lacq-Orthez     | 5,69             | 134 (2022)                        | 24                 | modifier les données · modifier les données |
| Arthez-de-Béarn                     | 64057      | CC de Lacq-Orthez     | 27,92            | 1 829 (2022)                      | 66                 | modifier les données · modifier les données |
| Arzacq-Arraziguet                   | 64063      | CC des Luys en Béarn  | 15,26            | 1 052 (2022)                      | 69                 | modifier les données · modifier les données |
| Aussevielle                         | 64080      | CA Pau Béarn Pyrénées | 3,26             | 833 (2022)                        | 256                | modifier les données · modifier les données |
| Balansun                            | 64088      | CC de Lacq-Orthez     | 10,73            | 313 (2022)                        | 29                 | modifier les données · modifier les données |
| Beyrie-en-Béarn                     | 64121      | CA Pau Béarn Pyrénées | 2,72             | 195 (2022)                        | 72                 | modifier les données · modifier les données |
| Bonnut                              | 64135      | CC de Lacq-Orthez     | 22,01            | 801 (2022)                        | 36                 | modifier les données · modifier les données |
| Bougarber                           | 64142      | CA Pau Béarn Pyrénées | 10,29            | 857 (2022)                        | 83                 | modifier les données · modifier les données |
| Bouillon                            | 64143      | CC des Luys en Béarn  | 3,27             | 158 (2022)                        | 48                 | modifier les données · modifier les données |
| Boumourt                            | 64144      | CC de Lacq-Orthez     | 8,03             | 156 (2022)                        | 19                 | modifier les données · modifier les données |
| Cabidos                             | 64158      | CC des Luys en Béarn  | 7,26             | 170 (2022)                        | 23                 | modifier les données · modifier les données |
| Casteide-Cami                       | 64171      | CC de Lacq-Orthez     | 6,80             | 271 (2022)                        | 40                 | modifier les données · modifier les données |
| Casteide-Candau                     | 64172      | CC de Lacq-Orthez     | 9,24             | 293 (2022)                        | 32                 | modifier les données · modifier les données |
| Castétis                            | 64177      | CC de Lacq-Orthez     | 9,06             | 644 (2022)                        | 71                 | modifier les données · modifier les données |
| Castillon                           | 64181      | CC de Lacq-Orthez     | 6,71             | 336 (2022)                        | 50                 | modifier les données · modifier les données |
| Cescau                              | 64184      | CC de Lacq-Orthez     | 7,98             | 624 (2022)                        | 78                 | modifier les données · modifier les données |
| Coublucq                            | 64195      | CC des Luys en Béarn  | 5,54             | 89 (2022)                         | 16                 | modifier les données · modifier les données |
| Denguin                             | 64198      | CA Pau Béarn Pyrénées | 12,29            | 1 774 (2022)                      | 144                | modifier les données · modifier les données |
| Doazon                              | 64200      | CC de Lacq-Orthez     | 6,14             | 184 (2022)                        | 30                 | modifier les données · modifier les données |
| Fichous-Riumayou                    | 64226      | CC des Luys en Béarn  | 6,41             | 203 (2022)                        | 32                 | modifier les données · modifier les données |
| Garos                               | 64234      | CC des Luys en Béarn  | 12,06            | 263 (2022)                        | 22                 | modifier les données · modifier les données |
| Géus-d'Arzacq                       | 64243      | CC des Luys en Béarn  | 4,12             | 218 (2022)                        | 53                 | modifier les données · modifier les données |
| Hagetaubin                          | 64254      | CC de Lacq-Orthez     | 18,84            | 570 (2022)                        | 30                 | modifier les données · modifier les données |
| Labastide-Cézéracq                  | 64288      | CC de Lacq-Orthez     | 5,01             | 582 (2022)                        | 116                | modifier les données · modifier les données |
| Labastide-Monréjeau                 | 64290      | CC de Lacq-Orthez     | 8,19             | 594 (2022)                        | 73                 | modifier les données · modifier les données |
| Labeyrie                            | 64295      | CC de Lacq-Orthez     | 3,69             | 106 (2022)                        | 29                 | modifier les données · modifier les données |
| Lacadée                             | 64296      | CC de Lacq-Orthez     | 4,81             | 145 (2022)                        | 30                 | modifier les données · modifier les données |
| Lacq                                | 64300      | CC de Lacq-Orthez     | 22,94            | 1 034 (2022)                      | 45                 | modifier les données · modifier les données |
| Larreule                            | 64318      | CC des Luys en Béarn  | 10,05            | 192 (2022)                        | 19                 | modifier les données · modifier les données |
| Lonçon                              | 64347      | CC des Luys en Béarn  | 5,52             | 222 (2022)                        | 40                 | modifier les données · modifier les données |
| Louvigny                            | 64355      | CC des Luys en Béarn  | 7,02             | 136 (2022)                        | 19                 | modifier les données · modifier les données |
| Malaussanne                         | 64365      | CC des Luys en Béarn  | 17,49            | 444 (2022)                        | 25                 | modifier les données · modifier les données |
| Mazerolles                          | 64374      | CC des Luys en Béarn  | 11,71            | 1 188 (2022)                      | 101                | modifier les données · modifier les données |
| Méracq                              | 64380      | CC des Luys en Béarn  | 8,24             | 234 (2022)                        | 28                 | modifier les données · modifier les données |
| Mesplède                            | 64382      | CC de Lacq-Orthez     | 11,47            | 328 (2022)                        | 29                 | modifier les données · modifier les données |
| Mialos                              | 64383      | CC des Luys en Béarn  | 4,54             | 140 (2022)                        | 31                 | modifier les données · modifier les données |
| Momas                               | 64387      | CC des Luys en Béarn  | 14,51            | 612 (2022)                        | 42                 | modifier les données · modifier les données |
| Mont                                | 64396      | CC de Lacq-Orthez     | 18,24            | 1 136 (2022)                      | 62                 | modifier les données · modifier les données |
| Montagut                            | 64397      | CC des Luys en Béarn  | 6,18             | 117 (2022)                        | 19                 | modifier les données · modifier les données |
| Morlanne                            | 64406      | CC des Luys en Béarn  | 12,94            | 613 (2022)                        | 47                 | modifier les données · modifier les données |
| Piets-Plasence-Moustrou             | 64447      | CC des Luys en Béarn  | 8,34             | 139 (2022)                        | 17                 | modifier les données · modifier les données |
| Pomps                               | 64450      | CC des Luys en Béarn  | 7,77             | 297 (2022)                        | 38                 | modifier les données · modifier les données |
| Poursiugues-Boucoue                 | 64457      | CC des Luys en Béarn  | 9,02             | 184 (2022)                        | 20                 | modifier les données · modifier les données |
| Saint-Médard                        | 64491      | CC de Lacq-Orthez     | 11,26            | 198 (2022)                        | 18                 | modifier les données · modifier les données |
| Sallespisse                         | 64501      | CC de Lacq-Orthez     | 15,18            | 585 (2022)                        | 39                 | modifier les données · modifier les données |
| Sault-de-Navailles                  | 64510      | CC de Lacq-Orthez     | 22,26            | 944 (2022)                        | 42                 | modifier les données · modifier les données |
| Séby                                | 64514      | CC des Luys en Béarn  | 5,97             | 210 (2022)                        | 35                 | modifier les données · modifier les données |
| Serres-Sainte-Marie                 | 64521      | CC de Lacq-Orthez     | 9,49             | 601 (2022)                        | 63                 | modifier les données · modifier les données |
| Uzan                                | 64548      | CC des Luys en Béarn  | 6,20             | 164 (2022)                        | 26                 | modifier les données · modifier les données |
| Viellenave-d'Arthez                 | 64554      | CC de Lacq-Orthez     | 3,92             | 227 (2022)                        | 58                 | modifier les données · modifier les données |
| Vignes                              | 64557      | CC des Luys en Béarn  | 7,97             | 456 (2022)                        | 57                 | modifier les données · modifier les données |
| Canton d'Artix et Pays de Soubestre | 6402       |                       | 524,00           | 28 020 (2022)                     | 53                 | modifier les données                        |

## Démographie
En 2022, le canton comptait 28 020 habitants, en évolution de +2,14 % par rapport à 2016 (Pyrénées-Atlantiques : +3,78 %, France hors Mayotte : +2,11 %).
| 2013   | 2018   | 2022   |
| ------ | ------ | ------ |
| 26 916 | 27 563 | 28 020 |